# George Ilenikhena
George Ilenikhena, né le 16 août 2006 à Lagos au Nigeria, est un footballeur franco-nigérian qui joue au poste d'avant-centre à l'AS Monaco.

## Biographie

### Jeunesse
Né à Lagos au Nigeria, George Ilenikhena rejoint la France avec ses parents à l'âge de trois ans. Il débute le football à dix ans à Antony, au Antony Sport Football (devenu Antony Football Evolution en 2018).

### Carrière

#### Amiens SC (2022-2023)
Il est recruté en 2021 par l'Amiens SC et entre en jeu pour son premier match en professionnel le 19 novembre 2022 en coupe de France lors d'une large victoire dix buts à zéro face au club régional martiniquais de l'Aiglon du Lamentin.
Le 10 janvier 2023, il devient le plus jeune joueur de la Ligue 2 à 16 ans et 147 jours contre l'En avant Guingamp, entré en jeu à la place d'Iron Gomis (1-1 score final). Le 13 janvier, il en devient le plus jeune buteur face à Bordeaux.

#### Royal Antwerp FC (2023-2024)
Le 29 juin 2023, George Ilenikhena rejoint la Belgique, afin de s'engager en faveur du Royal Antwerp FC. Il signe un contrat de quatre ans, soit jusqu'en juin 2027, transfert estimé à 6,5 millions d'euros.
Il fait ses débuts en Division 1A, la première division belge, le 30 juillet 2023, lors de la première journée de la saison 2023-2024 face au Cercle Bruges KSV. Il entre en jeu à la place de Vincent Janssen et son équipe s'impose un but à zéro.
Le 19 septembre 2023, il fait sa première apparition en Ligue des champions, à l'occasion d'un match de groupe au FC Barcelone. Lors du premier match de l'histoire de l'équipe anversoise en Ligue des champions, il entre en jeu à l'heure de jeu à la place de Vincent Janssen. Son équipe, peu expérimentée, s'incline lourdement par cinq buts à zéro. Le 6 décembre 2023, Ilenikhena réalise son premier doublé pour le club, lors d'une rencontre de coupe de Belgique face au Sporting de Charleroi. Titulaire, il contribue à la victoire de son équipe par cinq buts à deux.
Le 13 décembre, entré à la 79e minute face au Barça, il devient un des plus jeunes buteurs en Ligue des champions, à 17 ans et 119 jours, et le plus jeune buteur français devant Warren Zaïre-Emery, qui l'était devenu un peu plus tôt dans la soirée.

#### AS Monaco (depuis 2024)
Lors du mercato estival 2024, George rejoint l'AS Monaco pour un montant estimé de 17 millions d'euros,. Le 19 septembre 2024, il marque son premier but sous les couleurs monégasques contre le FC Barcelone lors d'une victoire deux buts à un lors de la première journée de la phase de groupe de Ligue des champions. Le 9 novembre 2024, il entérine la victoire trois buts à un de son équipe sur le terrain du RC Strasbourg d'une frappe du gauche. Le 22 décembre 2024, il marque un nouveau but, cette fois, contre les amateurs de l'Union Saint-Jean, pour le compte des 32èmes de finale de la Coupe de France de football 2024-2025.
Le 15 février 2025, il entre en jeu lors de la victoire 7-1 contre le FC Nantes et score un doublé pour entériner le score. Lors du 16ème de finale retour de Ligue des Champions 2024-2025, il entre en jeu pour les dix dernières minutes et marque d'une frappe à ras de terre puissante du pied gauche le troisième but monégasque sur le terrain de Benfica. Malheureusement pour lui, son équipe est éliminée à la fin du match.

### Vie privée
En novembre 2024, Georges Ilenikhena est dépouillé par des individus armés à Corbeil-Essonnes en France. Une plainte a été déposée par Georges Ilenikhena le lendemain au commissariat de Corbeil.

## Statistiques
| Saison                | Club                  | Championnat           | Championnat | Championnat | Championnat | Coupe(s) nationale(s) | Coupe(s) nationale(s) | Coupe(s) nationale(s) | Supercoupe | Supercoupe | Supercoupe | Compétition(s) continentale(s) | Compétition(s) continentale(s) | Compétition(s) continentale(s) | Compétition(s) continentale(s) | Autres compétitions | Autres compétitions | Autres compétitions | Autres compétitions | Total | Total | Total |
| Saison                | Club                  | Division              | M.          | B.          | P.d.        | M.                    | B.                    | P.d.                  | M.         | B.         | P.d.       | Comp.                          | M.                             | B.                             | P.d.                           | Comp.               | M.                  | B.                  | P.d.                | M.    | B.    | P.d.  |
| 2022-2023             | Amiens SC             | Ligue 2               | 16          | 2           | 0           | 1                     | 0                     | 0                     | -          | -          | -          | -                              | -                              | -                              | -                              | -                   | -                   | -                   | -                   | 17    | 2     | 0     |
| 2023-2024             | Royal Antwerp FC      | Division 1A           | 28          | 8           | 0           | 6                     | 5                     | 0                     | 1          | 0          | 0          | C1                             | 6                              | 1                              | 0                              | PO1                 | 9                   | 0                   | 0                   | 50    | 14    | 0     |
| 2024-2025             | AS Monaco FC          | Ligue 1               | 23          | 3           | 2           | 1                     | 1                     | 0                     | 1          | 0          | 0          | C1                             | 6                              | 2                              | 0                              | -                   | -                   | -                   | -                   | 31    | 6     | 2     |
| 2025-2026             | AS Monaco FC          | Ligue 1               | 1           | 0           | 0           | 0                     | 0                     | 0                     | 0          | 0          | 0          | C1                             | 0                              | 0                              | 0                              | -                   | -                   | -                   | -                   | 1     | 0     | 0     |
| Sous-total            | Sous-total            | Sous-total            | 24          | 3           | 2           | 1                     | 1                     | 0                     | 1          | 0          | 0          | -                              | 6                              | 2                              | 0                              | -                   | 0                   | 0                   | 0                   | 32    | 6     | 2     |
| Total sur la carrière | Total sur la carrière | Total sur la carrière | 68          | 13          | 2           | 8                     | 6                     | 0                     | 2          | 0          | 0          | -                              | 12                             | 3                              | 0                              | -                   | 9                   | 0                   | 0                   | 99    | 22    | 2     |

## Palmarès
Il remporte la Supercoupe de Belgique en 2023 avec le Royal Antwerp FC. Il est également finaliste de la Coupe de Belgique en 2024.
Il est également finaliste du Trophée des champions en 2024 avec l'AS Monaco.
| Royal Antwerp FC                                                                       | AS Monaco                                  |
| -------------------------------------------------------------------------------------- | ------------------------------------------ |
| - Coupe de Belgique : - Finaliste : 2024 - Supercoupe de Belgique : - Vainqueur : 2023 | - Trophée des Champions - Finaliste : 2024 |